# Museo Regional de Guerrero
El Museo Regional de Guerrero es un edificio de la ciudad de Chilpancingo de los Bravo, Guerrero construido en el año de 1902, durante el gobierno del presidente Porfirio Díaz. Fungió como Palacio de Gobierno del Estado de Guerrero hasta 1972; Palacio Municipal, hasta 1985 y en 1986 fue declarado Monumento Histórico, un año después se inauguró en sus instalaciones el Museo Regional de Guerrero, que continúa en funciones.
El Museo Regional de Guerrero es la máxima casa de la cultura en la ciudad de Chilpancingo y en su interior cuenta con dos salas de exposiciones permanentes y una de exposiciones temporales. El interior tiene cuatro corredores; al centro, una explanada con una fuente de cantera; en los muros de los corredores, los murales pintados por Roberto Cueva del Río y Luis Arenal, quienes plasmaron, con la técnica de vinílica, la historia nacional, haciendo alusión a la historia del estado y a la Revolución de Ayutla.
El inmueble que alberga el museo perteneció a la casa cural de la iglesia de La Asunción de María, donde al parecer se retiró José María Morelos para escribir los Sentimientos de la Nación en 1813. Luego de las adecuaciones pertinentes, el 13 de marzo de 1986 se inauguró el Museo Regional de Guerrero.

## Interior

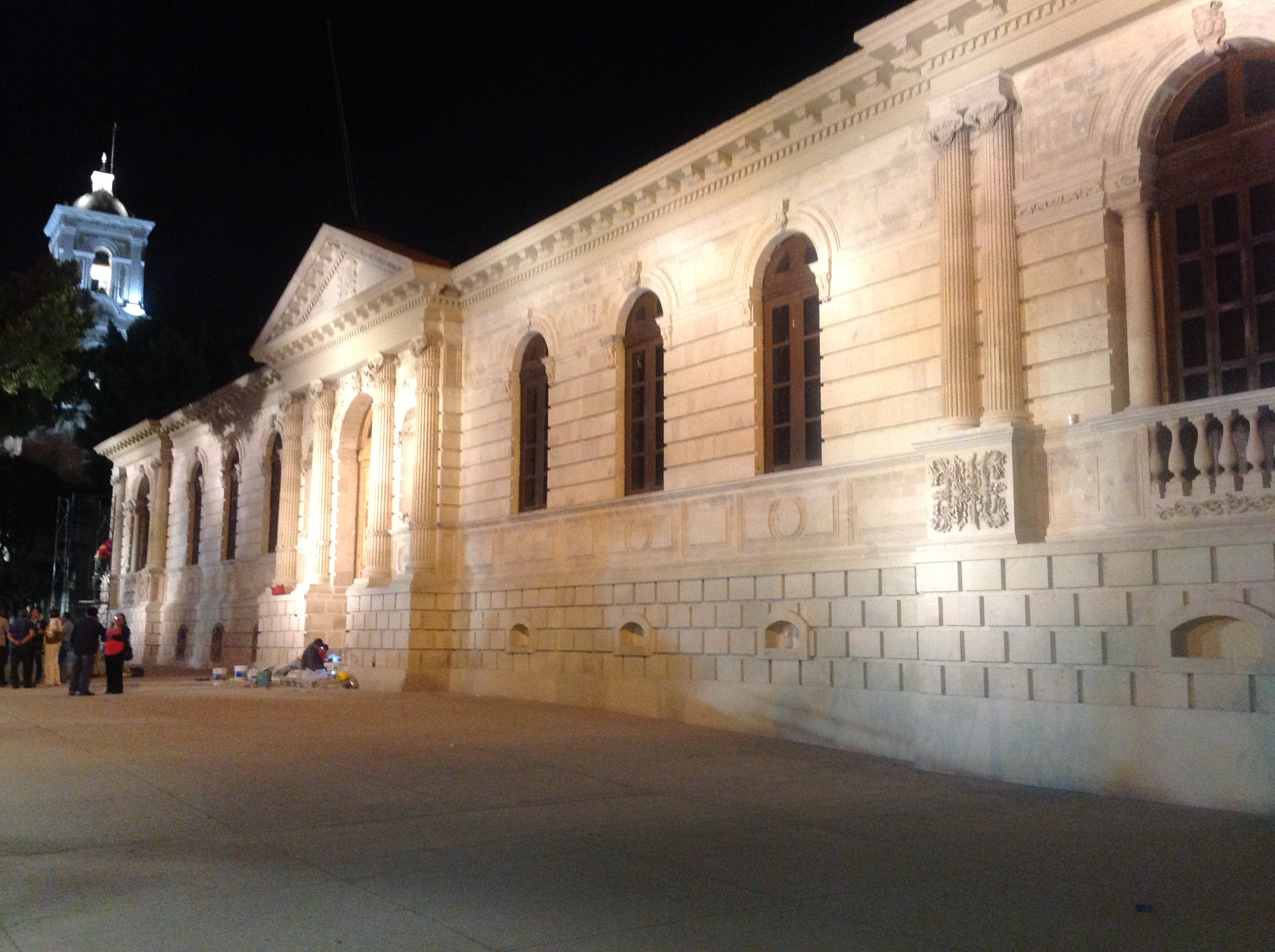
Vista nocturna con la catedral de la asunción al fondo

El inmueble de estilo neorrenacentista, resguarda más de cuatro mil 200 piezas, importantes colecciones arqueológicas e históricas, entre las que destacan las de piezas de lítica, concha marina, metales y cerámica, además de códices, un yelmo, arte sacro de los siglos XVI al XVIII, retablos, libros litúrgicos, vajillas policromadas y artesanías en vidrio y cerámica de influencia purépecha. Asimismo, reúne varios facsimilares, como el de Los Sentimientos de la Nación, una mesa y una espada atribuida a Vicente Guerrero, las banderas de Hidalgo, de Morelos y del Ejército Trigarante, y retratos de los personajes que conformaron el Primer Congreso de Anáhuac.
En su interior conserva sus cuatro corredores con una fuente de cantera al centro. En los muros de los corredores existen los magistrales murales pintados entre 1952 y 1956 por Roberto Cueva del Río y Luis Arenal, quienes plasmaron bajo la técnica de vinílica la historia nacional, con alusiones a la historia de Guerrero y a la Revolución de Ayutla. Entre las salas más sobresalientes se puede apreciar: El nacimiento de Cuauhtémoc de Catlacatecutli, Cuauhtémoc ofrecido al dios Huitzilopochtli, El encuentro de Moctezuma y Hernán Cortés, Cuauhtémoc contra los imperialismos, La aprehensión, tormento y entierro del emperador Cuauhtémoc. Otros murales representan la etapa independista, destacando las figuras de los insurgentes: Vicente Guerrero, Valerio Trujano, Hermenegildo Galeana, conocido como "Tata Gildo" y al Generalísimo José Ma. Morelos, organizador del Primer Congreso de Anáhuac. También se ilustra la Revolución de 1910, la transformación y desarrollo del estado de Guerrero.

## Remodelación
El museo sería sometido a un proceso de remodelación arquitectónica y actualización museográfica con el fin de ampliar su contenido temático y destacar el papel que tuvo el estado de Guerrero durante la Revolución Mexicana, para lo cual se abriría una sala con acervo nuevo, en el que sobresalen fotografías de personajes revolucionarios de las regiones de la Montaña, la Costa Chica, el norte y centro de la entidad, que tuvieron un papel muy importante en diversas batallas, toma de ciudades, y en distintos acontecimientos poco conocidos por la sociedad.
Finalmente después de 5 años de restauraciones, el 20 de diciembre de 2016 el recinto es reabierto al público en un evento encabezado por las autoridades de la Secretaría de Cultura Federal, del INAH, y del gobierno del estado de Guerrero.